# Dąbrowice (gmina Maków)
Dąbrowice – wieś w Polsce położona w województwie łódzkim, w powiecie skierniewickim, w gminie Maków. Pod względem historycznym Dąbrowice wraz z całą gminą leżą na południowo-zachodnim Mazowszu, w księstwie łowickim. We wsi żył i tworzył księżacki artysta ludowy Adam Głuszek (zm. 2017).

## Położenie
Wieś ciągnie się wzdłuż rzeki Pisi (Zwierzynki), która jest jej wschodnią granicą. Od północy graniczy z lasem Zwierzyńcem; znajduje się w bezpośrednim sąsiedztwie skierniewickiej dzielnicy Halinów. W Dąbrowicach jest Szkoła Podstawowa im. Jana Pawła II. Przez północną część wsi biegnie linia kolejowa nr 1, na której znajduje się przystanek kolejowy Dąbrowice Skierniewickie, łączący wieś m.in. ze Skierniewicami, Lipcami Reymontowskimi, Rogowem, Koluszkami oraz Łodzią Fabryczną.
Dąbrowice leżą na granicy historyczno-etnograficznego regionu księstwa łowickiego. Po przeciwnej stronie rzeki, na terenie gminy Skierniewice leży wieś Dąbrowice będąca jeszcze w okresie międzywojennym majątkiem szlacheckim. Wieś należy do Parafii św. Wojciecha w Makowie.

## Historia
Pierwsza wzmianka o wsi pochodzi z 1359 r., kiedy książę mazowiecki Ziemowit III potwierdził arcybiskupowi gnieźnieńskiemu Jarosławowi prawa do kasztelanii łowickiej, obejmującej również wieś Dambrowicze. W 1446 r. arcybiskup gnieźnieński Wincenty Kot wyliczył wieś określając obszar parafii w Makowie.
W 1789 r. we wsi znajdowało się 27 gospodarstw, w tym młyn, 25 domów wiejskich i jedno gospodarstwo rzemieślnicze. W 1827 r. wieś znajdowała się w powiecie rawskim, licząc 30 domostw z 205 mieszkańcami.
W 1933 r. ustalono, że gromada Dąbrowice będzie obejmowała wieś wraz z dwoma domami kolejowymi. Już w 1938 r. we wsi działała szkoła powszechna z 72 uczniami. W 1946 r. we wsi urodził się Adam Głuszek. 
W latach 1977–1982 w gminie Skierniewice. W latach 1975–1998 miejscowość należała administracyjnie do województwa skierniewickiego. W 2013 r. Dąbrowice wraz z Osiedlem Zdrojowym na terenie Skierniewic oraz sołectwami Maków i Krężce uzyskały status obszaru ochrony uzdrowiskowej ("Obszar Ochrony Uzdrowiskowej Skierniewice – Maków"). Zostały pozbawione tego statusu w 2023 r.